# Kay Smits
Kay Kirsten Evert Smits (født 31. marts 1997 i Geleen, Nederlandene) er en hollandsk håndboldspiller som spiller for SC Magdeburg og Hollands herrehåndboldlandshold.